# الواقعة الخيرية

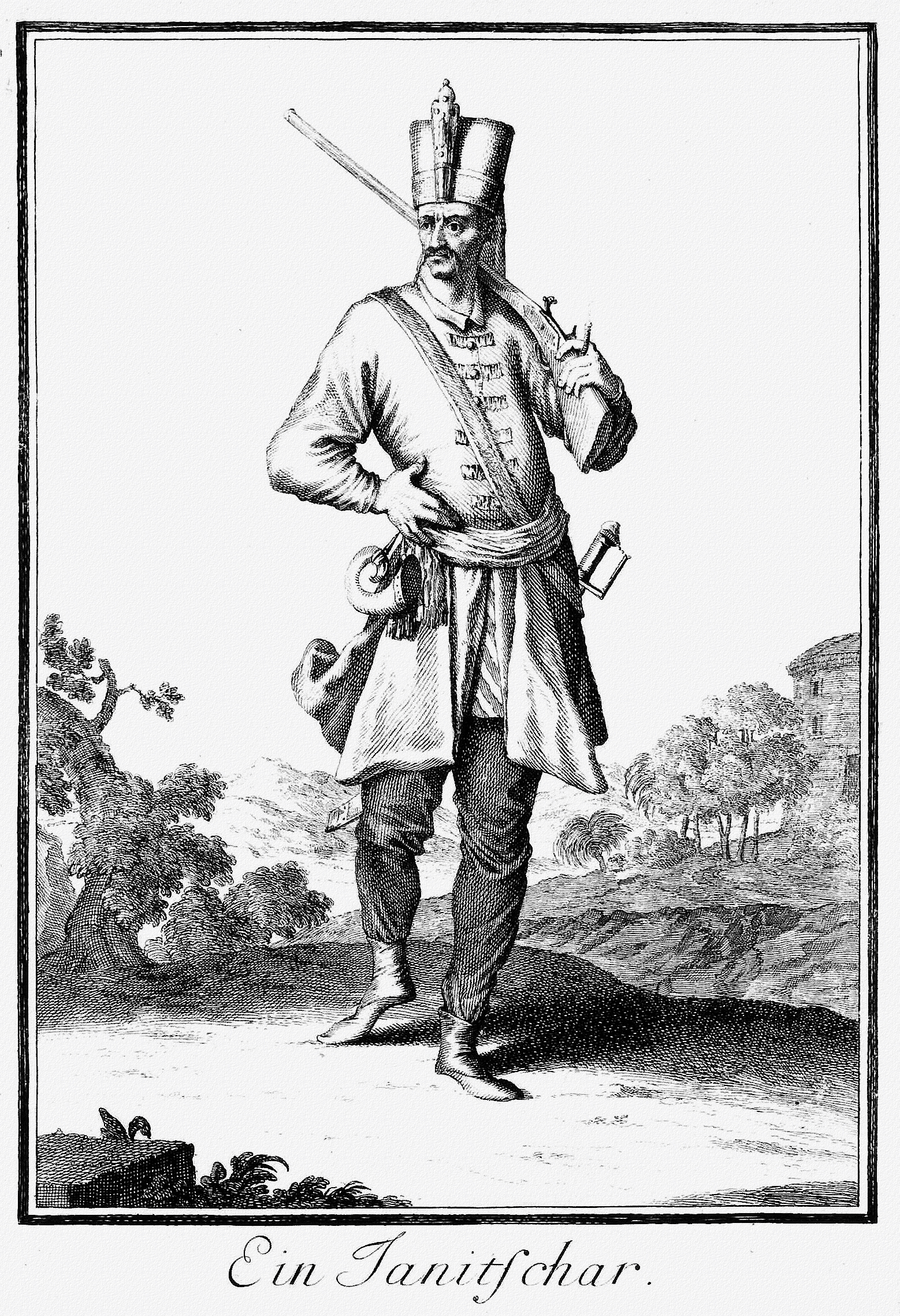

الواقعة الخيرية (بالتركية العثمانية: واقعه خيريه) (بالتركية: Vaka-i Hayriye)‏ أو مذبحة الانكشارية هي مذبحة جرت بعد ثورة الإنكشارية بإسطنبول في (9 ذو القعدة 1241 هـ / 15 يونيو 1826 م) . بعد أن تنبه الانكشارية لنية السلطان محمود الثاني إنشاء جيش نظامي حديث، ثاروا في (9 ذو القعدة 1241 هـ / 15 يونيو 1826 م) في مدينة إسطنبول، ولكن في تلك المرة وقف معظم الجيش والأهالي ضدهم، ولكن السباهية (وحدات الفرسان الثقيلة) الموالية للسلطان محمود الثاني أجبرت الإنكشارية على التراجع إلى ثكناتهم، ثم أطلقت المدفعية 15 طلقة على ثكناتهم، موقعة بهم خسائر فادحة، وتم إعدام أو عزل الناجين.
بعد سنتين قام السلطان محمود الثاني بمصادرة آخر ممتلكات الإنكشارية.
أصبحت الحادثة تسمى بالواقعة الخيرية، وبذلك تخلص السلطان من الانكشارية الذين كانوا سببًا في قوة الدولة العثمانية في بداية عهدها، ثم كانوا من أسباب انهيارها.
بعدها تم إنشاء نظام عسكري جديد وجيش اسمه: «العساكر المنصورة المحمدية» (بالتركية العثمانية: عساكر منصوره محمديه)‏ (بالتركية: Asâkir-i Mansûre-i Muhammediyye)‏.

## وصلات خارجية
- مذبحة الانكشارية: 9 ذي القعدة 1240 هـ، مفكرة الإسلام، 18 نوفمبر 2007م